# Amiota furcata
Amiota furcata är en tvåvingeart som beskrevs av Toyohi Okada 1960. Amiota furcata ingår i släktet Amiota och familjen daggflugor. Inga underarter finns listade i Catalogue of Life.